# コルテオローナ・エ・ジェンツォーネ
コルテオローナ・エ・ジェンツォーネ（伊: Corteolona e Genzone）は、イタリア共和国ロンバルディア州パヴィーア県にある、人口約2,500人の基礎自治体（コムーネ）。
コムーネ統廃合 (it:Fusione di comuni italiani) により、コルテオローナとジェンツォーネが合併して2016年1月1日に発足した。

## 地理

### 位置・広がり

#### 隣接コムーネ
隣接するコムーネは以下の通り。
- ベルジョイオーゾ
- コピアーノ
- コスタ・デ・ノービリ
- フィリゲーラ
- ジェレンツァーゴ
- インヴェルノ・エ・モンテレオーネ
- サンタ・クリスティーナ・エ・ビッソーネ
- トッレ・デ・ネグリ

### 地震分類
イタリアの地震リスク階級 (it) では、zona 3 (sismicità bassa) に分類される
。